# Mari Boine

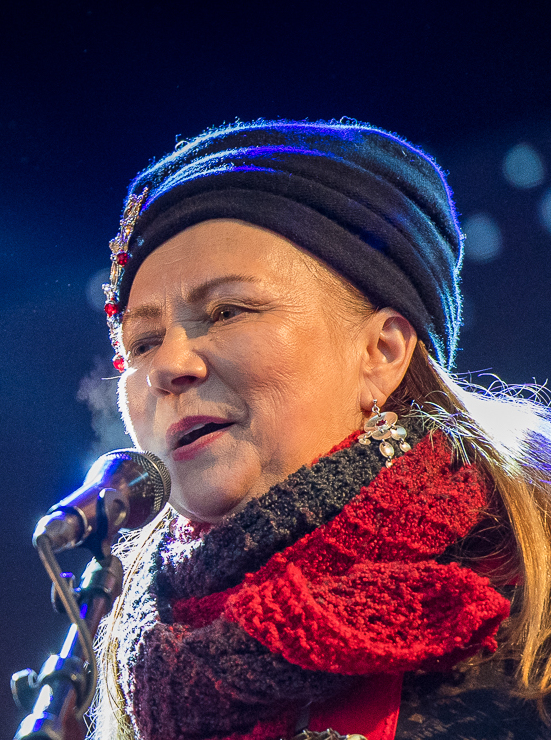
Mari Boine, 2018

Mari Boine (* 8. November 1956 in Gámehisnjárga, Karasjok, Norwegen), zuvor auch unter ihrem Familiennamen Mari Boine Persen bekannt, ist eine samische Sängerin, deren Stil durch einfache Melodien und sparsame Begleitung auffällt.

## Werk und Themen
Mari Boines Texte wechseln zwischen ihrer samischen Muttersprache, Englisch und Norwegisch. Ihr Stil verbindet Anklänge an den so genannten Joik-Gesang mit Jazz, Folk und Rock zu einer „weltmusikalischen“ Mischung. Die Rhythmik knüpft häufig an die Musik nordamerikanischer Indianer an, bei denen im Gegensatz zu den Samen das Trommelspiel von zentraler Bedeutung ist.
Textlich macht sie sich die Sache ihres eigenen indigenen Volks weitgehend zu eigen. In ihrem wohl bekanntesten Stück Gula Gula heißt es (freie, zusammenfassende Übersetzung): „Höre, Bruder. Höre, Schwester. […] Höre die Stimmen der Vormütter. Sie fragen euch, warum die Erde vergiftet und verbraucht ist. Sie erinnern euch daran, woher ihr gekommen seid. Sie wollen euch daran erinnern, dass die Erde unsere Mutter ist. Wenn wir ihr das Leben nehmen, werden wir mit ihr sterben.“ Damit knüpft sie an das Motiv von „Mutter Erde“ an, das für die Anfang der 1990er-Jahre weltweit im Aufschwung begriffenen politischen Bewegungen indigener Völker von zentraler Bedeutung war.

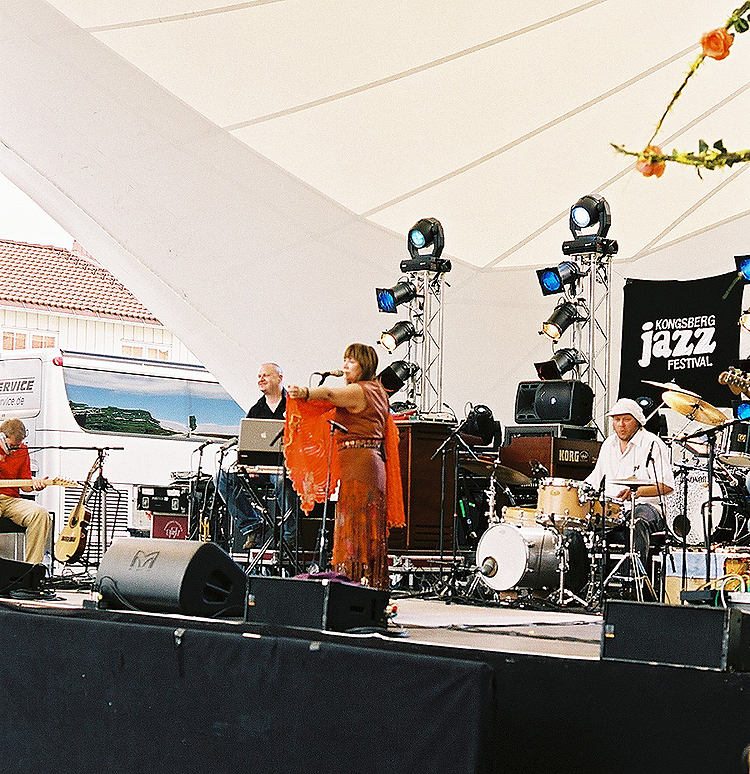
Mari Boine und Band auf dem Kongsberg Jazz-Festival 2007

Die Norweger bezeichnet Mari Boine im einzigen auf Norwegisch gesungenen Titel Oppskrift for Herrefolk ihrer CD Gula Gula als „Herrenrasse“, denen sie Gewaltherrschaft, Diskriminierung und Zwangsmissionierung vorwirft, in Vilges Suola erscheinen sie in Gestalt des „Weißen Diebs“. Auch in It Šat Duolmma Mu verarbeitet sie die Erfahrungen der Samen, welche die Zwangsentmündigung und Einweisung ihrer Kinder in staatlich kontrollierte Internate hinnehmen mussten. Besonders häufig thematisiert sie die Rolle der Frauen bei den Samen, die bei ihr als „weise Großmütter“ und Bewahrerinnen der Kultur erscheinen (Duinne, Eadnán Bákti, beide auf der CD Gula Gula).
Während Mari Boine als Lehrerin arbeitete, entdeckte sie ab 1980 die noch lebendige traditionelle samische Kultur wieder und ist heute als eine Botschafterin ihres Volkes auch außerhalb Skandinaviens bekannt. Auch für den Zusammenhalt des auf vier Staaten (Schweden, Finnland, Norwegen, Russland) zersplitterten Volkes der Samen spielt sie als prominente Integrationsfigur eine Rolle, so etwa durch ihre Auftritte in Lowosero, der wichtigsten samischen Siedlung auf der russischen Kola-Halbinsel.
Rüdiger Sünner sieht sie als Vertreterin eines Neuheidentums in der populären Musik. So reaktiviere sie die spirituelle Welt der Samen und setze deren schamanistische Gesangspraxis kreativ um, sei jedoch auch für andere Kulturen offen.

## Werdegang
Das 1985 veröffentlichte Debütalbum Jaskatvuođa Maŋŋá sowie dessen Nachfolger Gula Gula (1989/1990) erschienen beide noch unter ihrem vollen Namen Mari Boine Persen, ebenso das 1991er-Album Salmer på veien hjem aus der Zusammenarbeit mit Kari Bremnes und Ole Paus. Ab 1992 nannte sie sich nur mehr Mari Boine. Die Texte ihrer wenig bekannten ersten Veröffentlichung sind bereits durchgängig in samischer Sprache gehalten, die Musik ist jedoch ein relativ gewöhnlicher Pop-Sound, darunter auch eine Coverversion von John Lennons Working Class Hero mit samischem Text.
Den internationalen Durchbruch erreichte sie mit Gula Gula, das 1989 zunächst in Norwegen mit dem Titelzusatz Hør stammødrenes stemme erschien und ein Jahr später von Peter Gabriel und dessen Label Real World neu veröffentlicht wurde. Erst auf diesem Album fand sie zu ihrer charakteristischen weltmusikalischen Stilmischung und begründete damit ihren Erfolg. Später kooperierte sie auch mit anderen Musikern, wie beispielsweise dem norwegischen Jazz-Saxophonisten Jan Garbarek oder dem russischen Multiinstrumentalisten Sergey Starostin und der Sängerin Inna Zhelannaya von der Funk-Folk-Gruppe Farlanders.
Obwohl Mari Boine als wichtigste Vertreterin der samischen Kultur gilt, hat ihre Musik nur relativ wenig mit der samischen Gesangstradition des Joik zu tun. Anders als etwa der verstorbene Nils-Aslak Valkeapää interpretiert Mari Boine keine überlieferten Joiks, sondern überwiegend selbstgeschriebene, moderne Lieder in samischer Sprache, die meist eine sphärisch-mystische Stimmung verbreiten. Die kehligen, lautmalerischen oft textlosen Joiks, die traditionell unbegleitet gesungen werden, sind in ihren Einspielungen nicht zu hören.
Ein Höhepunkt ihrer Karriere war ihr gesanglicher Auftritt 2001 bei der kirchlichen Hochzeit des norwegischen Kronprinzen Haakon mit Mette-Marit. 2003 erhielt sie den Musikpreis des Nordischen Rates. Am 18. September 2009 wurde Boine auf Grund ihrer vielseitigen artistischen Leistungen zum „Ritter I. Klasse des Sankt-Olav-Ordens“ geschlagen.

## Diskografie
| Jahr | Titel                                  | Höchstplatzierung, Gesamtwochen, AuszeichnungChartsChartplatzierungen (Jahr, Titel, Platzierungen, Wochen, Auszeichnungen, Anmerkungen) | Anmerkungen |
| Jahr | Titel                                  | NO | Anmerkungen |
| ---- | -------------------------------------- | --- | ----------- |
| 1998 | Balvvoslatjna, Room Of Worship         | NO28 (2 Wo.)NO |             |
| 2002 | Gávcci jahkejuogu (Eight Seasons)      | NO7 (10 Wo.)NO |             |
| 2006 | Iddjagiedas (In The Hand Of The Night) | NO5 (9 Wo.)NO |             |
| 2009 | Čuovgga airras / Sterna paradisea      | NO3 (9 Wo.)NO |             |
| 2011 | Áiggi askkis (An Introduction To)      | NO11 (3 Wo.)NO |             |
| 2013 | Gilvve gollát - Sow Your Gold          | NO10 (2 Wo.)NO |             |
| 2017 | See The Woman                          | NO35 (1 Wo.)NO |             |

Weitere Alben
- 1985: Jaskatvuođa Maŋŋa (Etter Stillheten)
- 1989: Gula Gula – Hør stammødrenes stemme (NO: Gold)[4]
- 1991: Salmer Pa Veien Hjem
- 1992: Mote I Moskva
- 1993: Goaskinviellja/Ornebror – Eagle Brother (DE: Gold (German Jazz Award))
- 1994: Leahkastin (DE: Gold (German Jazz Award))
- 1996: Radiant Warmth
- 1996: Eallin (DE: Gold (German Jazz Award))
- 2001: Remixed/Oðða Hamis
- 2008: Kautokeino-Opproret
- 2008: It Ain’t Necessarily Evil, Bodes Bat Gal Buot Biros: Mari Boine Remixed Vol. II
- 2023: Amame mit Bugge Wesseltoft